# Centro Nacional de Difusión Musical
El Centro Nacional de Difusión Musical (CNDM) es un centro de gestión artística del Instituto Nacional de las Artes Escénicas y de la Música (INAEM), organismo autónomo del Ministerio de Cultura y Deporte. Su labor se realiza en colaboración y coordinación con otras instituciones públicas y privadas, españolas o extranjeras. La sede administrativa del CNDM es el Auditorio Nacional de Música, en Madrid, siendo su ámbito natural de actuación el conjunto del territorio español.

## Origen
El Centro Nacional para la Difusión Musical (CNDM) fue creado por Orden del Ministerio de Cultura 57/2011, de 20 de enero (BOE de 24 de enero). Su estatuto de funcionamiento fue aprobado por el Inaem, por Orden 3359/2011 de 30 de noviembre. Vino a asumir las competencias de la gestión artística de la programación musical propia del Auditorio Nacional de Música, del Centro para la Difusión de la Música Contemporánea y de los programas del INAEM en torno a las músicas históricas
Su creación suprimió, por tanto, al Centro para la Difusión de la Música Contemporánea, organismo autónomo del Ministerio de Cultura, que formaba parte del INAEM y tenía como objetivo principal la elaboración y el apoyo a las actividades que fomentaran la creación y difusión de la música de nuestro tiempo. Este Centro había sido creado por Orden del Ministerio de Cultura de 25 de septiembre de 1985 (BOE de 11 de octubre de 1985).

## Objetivos y funciones
El CNDM tiene como funciones principales el fomentar la creación y la difusión de la música contemporánea española y la recuperación, estudio, puesta en valor y difusión de las músicas históricas, en sus distintas modalidades y estilos, tanto en España como en el extranjero. De igual forma, el Centro se ocupa de la programación y difusión de otros repertorios de la música clásica y de la tradición popular culta, españoles y extranjeros, que sean complementarios a aquellos que ya programan, en sede o en gira, otros centros de creación artística del INAEM, u otras instituciones musicales en España. El CNDM puede desarrollar, además, programas pedagógicos transversales a todos los ámbitos de su competencia, en su sede o en otros recintos, en colaboración con otras entidades públicas y privadas.

## Estructura
Está encabezado por un Director, que asume la máxima responsabilidad del funcionamiento del Centro, así como el compromiso de alcanzar los objetivos establecidos por el INAEM.
El Consejo Artístico de la Música, como órgano asesor del INAEM, ejerce, respecto al CNDM, las funciones que le atribuye el Real Decreto 497/2010, de 30 de abril, por el que se regulan los órganos de participación y asesoramiento del Inaem.
La estructura orgánica del CNDM está desarrollada en su correspondiente estatuto, ya citado, y en la Relación de Puestos de Trabajo del INAEM, al igual que las adscripciones del Laboratorio de Informática y Electrónica Musical y el Festival de Música de Alicante sin que, en ningún caso, se genere incremento del gasto público.